# Brie Larson

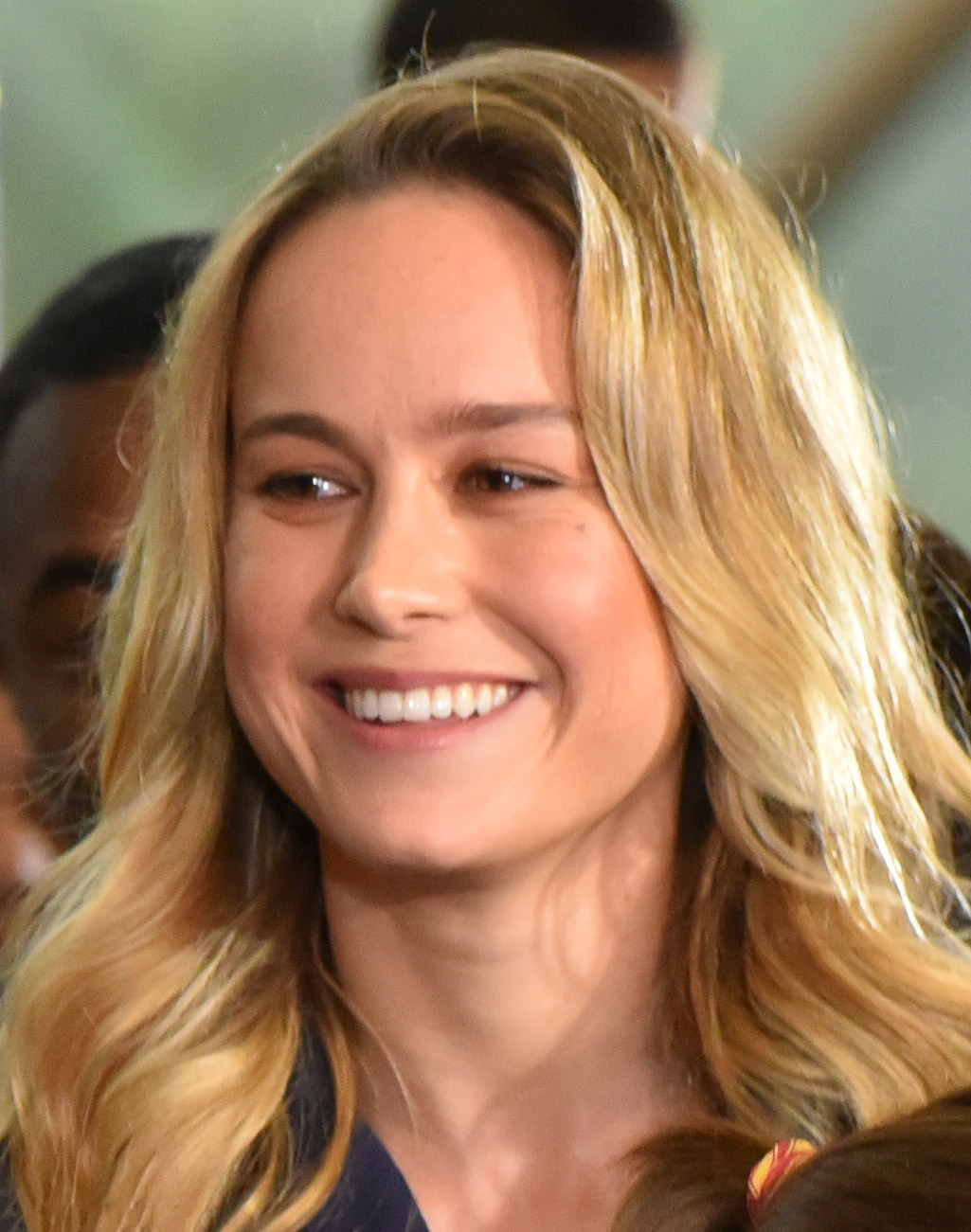
Brie Larson (2018)

Brie Larson, eigentlich Brianne Sidonie Desaulniers (* 1. Oktober 1989 in Sacramento, Kalifornien), ist eine US-amerikanisch-kanadische Schauspielerin, Sängerin, Filmregisseurin, -produzentin und Drehbuchautorin.
Larson wurde insbesondere durch ihre Rolle in der Fernsehserie Taras Welten bekannt. Für ihre Schauspielleistung im Filmdrama Raum (2015) wurde sie mit zahlreichen Filmpreisen ausgezeichnet, so unter anderem mit einem Oscar, einem Golden Globe, einem SAG-Award sowie einem BAFTA-Award. 2017 war sie in ihrem ersten Big-Budget-Film – dem Fantasy-Abenteuerfilm Kong: Skull Island – zu sehen. Seit 2019 spielt sie die Rolle der Captain Marvel/Carol Danvers im Marvel Cinematic Universe; angefangen im gleichnamigen Film Captain Marvel.

## Leben
Brie Larson hat eine jüngere Schwester namens Mimsy. Sie beschloss bereits mit sieben Jahren, Schauspielerin zu werden, und war eine der jüngsten Studentinnen am American Conservatory Theater. Sie zog 1998 kurz vor ihrem neunten Geburtstag nach Los Angeles und lebt auch heute noch dort.

## Schauspielerei

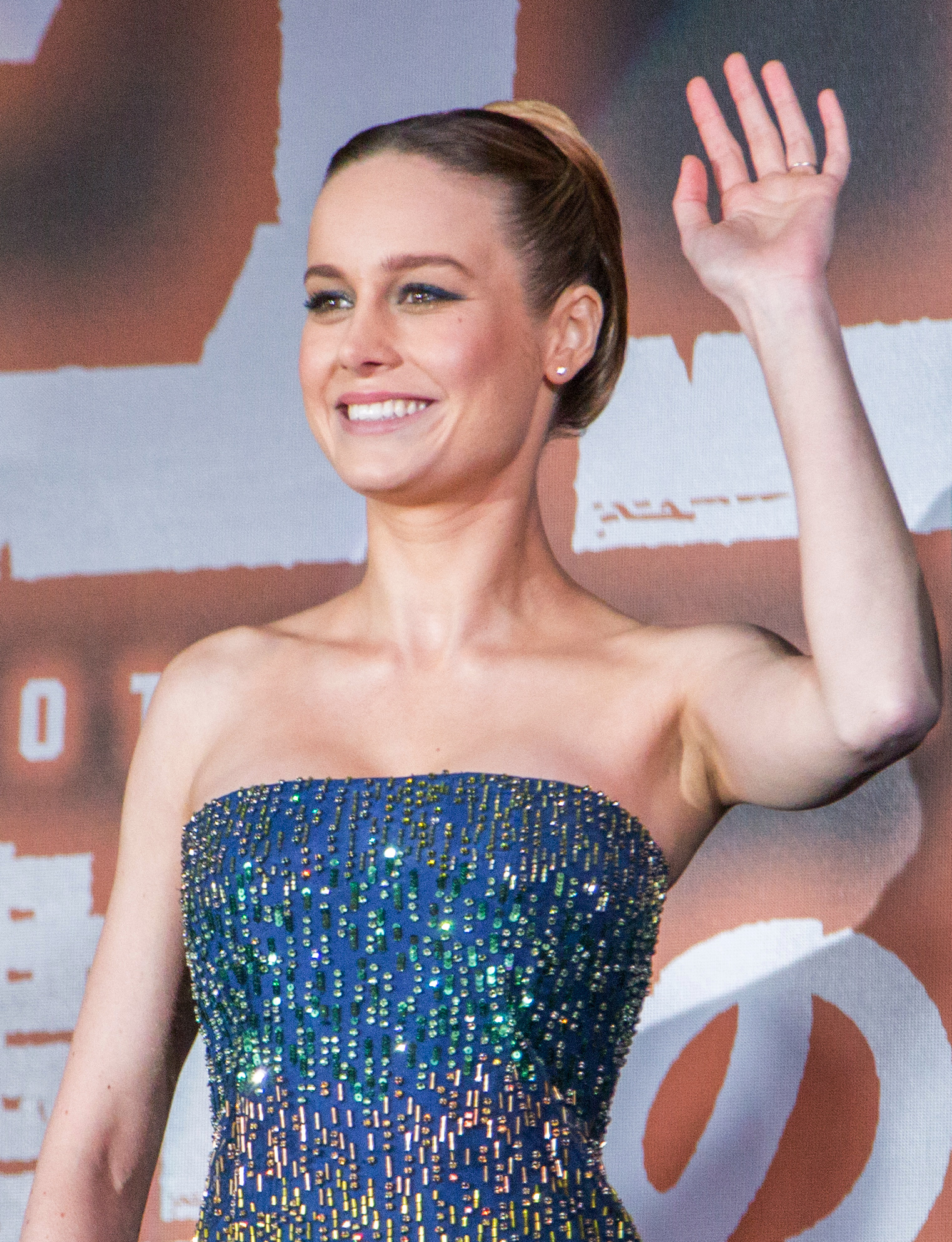
Larson in Tokio (2017)

Das erste Engagement von Larson bestand in Sketchen in der Tonight Show mit Jay Leno. Kurz darauf wurde sie für die US-Fernsehserie Schimmel für die Rolle der Samantha gecastet, die zwar im US-Fernsehsender Fox angekündigt, aber nie ausgestrahlt wurde. Drei Wochen später sprach sie für eine neue Serie mit dem Arbeitstitel In Your Dreams bei The WB vor und erhielt die Rolle der Emily, der jüngsten Tochter der von Bob Saget gespielten Figur. Die Serie wurde unter dem Titel Raising Dad zwischen 2001 und 2002 ausgestrahlt, aber im Verlauf der Ausstrahlung abgesetzt. Sie selbst erhielt eine erste Nominierung für den Young Artist Award als Beste Serienhauptdarstellerin. Außerdem spielte sie eine Rolle im nie ausgestrahlten Pilotfilm für die ABC-Serie Hope and Faith, wurde aber zusammen mit einigen anderen Darstellern nicht in die Serie übernommen.
2003 war Larson in der Rolle der Courtney Enders im Disney-Film Die Rennfahrerin sowie 2004 gemeinsam mit einer Vielzahl von weiteren Jungschauspielern im Film Plötzlich verliebt zu sehen; dieser brachte ihr eine weitere Nominierung für den Young Artist Award mit dem übrigen Darstellerensemble ein. Sie hatte eine kleine Rolle in 30 über Nacht (2004) und ebenfalls – gemeinsam mit Logan Lerman und Cody Linley, mit denen sie auch privat gut befreundet ist – in der Jugendbuchverfilmung Eulen – Kleine Freunde in großer Gefahr (2006). Darin war sie als Stiefschwester eines Ausreißers zu sehen, die gemeinsam mit ihrem Bruder und dessen Freund den Kampf für eine Gruppe von Eulen aufnimmt, die aufgrund korrupter Politik ihren Lebensraum verlieren sollen. Für den Part der Beatrice wurde sie abermals für den Young Artist Award nominiert – diesmal als beste Hauptdarstellerin in einem Spielfilm. Im Animationsfilm Die verrückte Reise der Pinguine lieh sie ihre Stimme einem Pinguin. 2007 spielte sie die Rolle der Angie im Film The Beautiful Ordinary.
2008 spielte Larson eine Rolle im Kurzfilm The Babysitter, in einer Episode von Ghost Whisperer – Stimmen aus dem Jenseits sowie im Film Die Mädchen von Tanner Hall. Sie verkörperte außerdem die Rolle der Kate Gregson in der preisgekrönten Fernsehserie Taras Welten sowie die Envy Adams in Scott Pilgrim gegen den Rest der Welt (2010). 2012 war sie als Molly in der Filmkomödie 21 Jump Street, 2013 in Destin Crettons Spielfilm Short Term 12 zu sehen, einer leicht abgewandelten Neuverfilmung seines gleichnamigen preisgekrönten Kurzfilms aus dem Jahr 2008. Für ihre Leistung als engagierte Erzieherin Grace – die sich in einem Heim für schwierige Jugendliche ihrer eigenen Vergangenheit bewusst wird – gewann sie 2013 den Darstellerpreis des Locarno Film Festival.
Für ihre Leistung in dem Film Raum (2015) wurde Larson bei der Verleihung der Golden Globe Awards 2016 in der Kategorie Beste Hauptdarstellerin – Drama ausgezeichnet. Für diese Darstellung erhielt sie ebenfalls den Oscar als beste Hauptdarstellerin. Auf der Comic-Con 2016 wurde bekannt, dass sie 2019 in der im Marvel Cinematic Universe (MCU) angesiedelten Verfilmung Captain Marvel die titelgebende Hauptfigur verkörpern werde. Insgesamt unterschrieb sie einen Vertrag für sieben Filme mit Marvel.
Am 29. Juni 2016 wurde bekannt, dass Larson als eine von 683 Persönlichkeiten von der Academy of Motion Picture Arts and Sciences als Neumitglied eingeladen wurde.
2017 hieß es in Presseberichten, Larson werde die Hauptrolle in einem Film über die US-Frauenrechtlerin und erste weibliche Präsidentschaftskandidatin 1872, Victoria Woodhull, für Amazon Studios spielen. Im März 2019 wurde bekannt, dass sie mit Apple einen Vertrag über eine Dramaserie abgeschlossen habe, die auf den Erlebnissen der CIA-Undercover-Agentin Amaryllis Fox und ihren Memoiren Life Undercover: Als Agentin bei der CIA basieren wird; sie soll sowohl die Hauptrolle spielen als auch als Executive Producer fungieren.
Larson hat sich in der Öffentlichkeit in den letzten Jahren wiederholt für die Rechte von Frauen und Minderheiten eingesetzt. Insbesondere in den Vereinigten Staaten ist sie seither teils heftigen Angriffen von Seiten der Alt-Right ausgesetzt.

## Filmemacherin
Parallel zu ihrer Schauspielkarriere tritt Larson auch als Regisseurin und Drehbuchautorin von Kurzfilmen in Erscheinung. 2011 schrieb und realisierte sie gemeinsam mit Dustin Bowser die vierminütige Tragikomödie Weighting. Im selben Jahr war sie gemeinsam mit Jessie Ennis und Sarah Ramos Co-Autorin und -Regisseurin von The Arm. Das Drehbuch zur siebenminütigen Tragikomödie über Jugendliche und ihr Verhältnis zur SMS-Kommunikation entstand während einer dreistündigen texanischen Busfahrt von Dallas nach Austin. Die 800 US-Dollar teure Produktion wurde mit Hilfe von Familienmitgliedern und Bekannten innerhalb von drei Tagen abgedreht. 2012 war The Arm im Wettbewerb des Sundance Film Festivals vertreten und wurde dort mit einer lobenden Erwähnung für die komödiantische Erzählweise gewürdigt. Ihr Spielfilmdebüt als Regisseurin lieferte sie 2017 mit der Komödie Unicorn Store, in der sie auch die Hauptrolle übernahm. Dort spielt sie eine desillusionierte Kunststudentin, die von Einhörnern fasziniert ist. Sie sprach bereits 2012 – als der Film nach einem Original-Drehbuch von Samantha McIntyre noch von Miguel Arteta inszeniert werden sollte – für die Rolle vor, verlor sie damals jedoch an Rebel Wilson. Aufgrund von Terminschwierigkeiten kam der Film jedoch seinerzeit nicht zustande, so dass sich die Produzenten – darunter Lynette Howell Taylor – schließlich erneut an sie wandten, diesmal mit dem Angebot, auch Regie zu führen. Netflix nahm den Film am 5. April 2019 ins Programm.

## Musik
2003 begann Larson damit, ihre eigenen Lieder auf ihrer Website zu bewerben, und plante bereits die Veröffentlichung eines Albums. Ihr erster im Internet veröffentlichter Song war Go, der später zu Go, Goodbye umbenannt und für ihr erstes Album neu aufgenommen wurde. Der Song handelt von „zwei großartigen Menschen, die einfach nicht zusammen passen“, und brachte ihr zusammen mit Invisible Girl bei Casablanca Records – einer Marke der Universal Music Group – einen Plattenvertrag ein, ohne dass der Chef des Labels, Tommy Mottola, sie zuvor persönlich getroffen hatte.
Beide Songs wurden gemeinsam mit Michael Binikos und Craig Bartock geschrieben, die zu diesem Zeitpunkt nicht daran glaubten, dass Larson dies selbst tun könnte. Später im selben Jahr veröffentlichte sie einen weiteren Song namens Not a Freak als selbst gedrehtes Musikvideo, das man online kaufen konnte. Im späten Frühjahr 2004 musste sie alle Titel aufgrund der Vertragsbedingungen mit ihrem Label von ihrer Website entfernen und arbeitete an ihrem ersten Album.
Im Oktober 2004 veröffentlichte Larson ihre erste Single She Said aus ihrem Debütalbum auf ihrer Website. Neben She Said sang sie mit Ugly und Loser In Me zwei weitere Lieder. Ein unter der Regie von Chris Applebaum produziertes Musikvideo zu She Said wurde Ende 2004 gedreht, stand ab Dezember 2004 im US-iTunes Store zum Kauf zur Verfügung und erschien am 11. Januar 2005 auf CD. Am 4. April 2005 wurde das Musikvideo in der MTV-Sendung Total Request Live vorgestellt und erzielte Rang 31 in den US-Billboard-Hot-100-Single-Charts.
Im Sommer 2005 war Larson gemeinsam mit Jesse McCartney in den Vereinigten Staaten auf Tournee und trat im Rahmen eines Konzerts für KISS FM auf. Nachdem ihre Single an Plätzen in den Charts verloren hatte, veröffentlichte ihr Label am 24. Mai 2005 die DVD Finally Out of P.E. – The DVD mit Bonusmaterial wie Making of the Video und allen AOL Sessions. Das Album Finally Out of P.E. wurde am 18. Oktober 2005 veröffentlicht und in den Vereinigten Staaten 3.500-mal verkauft.
Larson veröffentlichte am 27. Juni 2005 eine weitere Single mit dem Namen Life After You.
Larson schrieb als Co-Autorin das Lied Coming Around für den Soundtrack zum Film Eulen – Kleine Freunde in großer Gefahr (2006) und spielte es auch ein.
Am 1. März 2006 sang Larson einige neue Songs im Viper Room in Los Angeles; unter anderem Dear Universe, Powershift, Stilts and the Titanic und Superstition, außerdem den gemeinsam mit Avril Lavigne geschriebenen Song Falling Into History sowie Closer to Fine, eine Coverversion des Originals der Indigo Girls. Im Sommer 2006 veröffentlichte sie Stilts and the Titanic auf ihrer Myspace-Seite.
Es gibt keine offiziellen Aussagen darüber, ob die im Viper Room aufgeführten Lieder veröffentlicht werden. Im Dezember 2006 nahm Larson ihre Version des Beatles-Klassikers A Day in the Life auf und veröffentlichte das Lied auf MySpace.
Mit der Band Metric spielte Larson Black Sheep für den Film Scott Pilgrim gegen den Rest der Welt (2010) ein und startete 2010 mit ihrem eigenen Indie Plattenlabel Big Brass Stacks.

## Diskografie
Alben
- 2005: Finally Out Of P.E.

Singles
- 2005: She Said
- 2005: Life After You

## Filmografie (Auswahl)

### Schauspielerin
- 1998: In guten wie in schlechten Tagen (To Have & to Hold, Fernsehserie, 2 Folgen)
- 2000: Schimmel (Fernsehfilm)
- 2001–2002: Raising Dad – Wer erzieht wen? (Raising Dad, Fernsehserie, 22 Folgen)
- 2003: Die Rennfahrerin (Right on Track, Fernsehfilm)
- 2004: 30 über Nacht (13 Going on 30)
- 2004: Plötzlich verliebt (Sleepover)
- 2005: Madison
- 2006: Die verrückte Reise der Pinguine (Farce of the Penguins)
- 2006: Eulen – Kleine Freunde in großer Gefahr (Hoot)
- 2007: The Beautiful Ordinary
- 2008: The Babysitter (Kurzfilm)
- 2008: Ghost Whisperer – Stimmen aus dem Jenseits (Ghost Whisperer, Fernsehserie, Folge 3x11)
- 2009: Housebroken – Daddy ist zurück (House Broken)
- 2009: Just Peck
- 2009: Die Mädchen von Tanner Hall (Tanner Hall)
- 2009–2011: Taras Welten (United States of Tara, Fernsehserie, 36 Folgen)
- 2010: Greenberg
- 2010: Scott Pilgrim gegen den Rest der Welt (Scott Pilgrim vs. the World)
- 2011: The Trouble with Bliss
- 2011: Smorgasbord
- 2011: Rampart – Cop außer Kontrolle (Rampart)
- 2011: Treatment
- 2012: Entry Level (Fernsehfilm)
- 2012: 21 Jump Street
- 2013: The Spectacular Now – Perfekt ist jetzt (The Spectacular Now)
- 2013: Don Jon
- 2013: Short Term 12
- 2013–2014: Community (Fernsehserie, 3 Folgen)
- 2014: The Gambler
- 2015: Tim und Lee (Digging for Fire)
- 2015: Dating Queen (Trainwreck)
- 2015: Raum (Room)
- 2016: Free Fire
- 2017: Kong: Skull Island
- 2017: Schloss aus Glas (The Glass Castle)
- 2017: Unicorn Store
- 2017: Basmati Blues
- 2019: Captain Marvel
- 2019: Avengers: Endgame
- 2019: Just Mercy
- 2021: Shang-Chi and the Legend of the Ten Rings
- 2022: Ms. Marvel (Fernsehserie, Folge 1x06)
- 2023: Fast & Furious 10 (Fast X)
- 2023: Eine Frage der Chemie (Lessons in Chemistry, Fernsehserie)
- 2023: The Marvels
- 2023: Scott Pilgrim hebt ab (Scott Pilgrim Takes Off, Fernsehserie, Stimme)

### Filmemacherin
- 2011: Weighting (Kurzfilm) – Drehbuch und Regie gemeinsam mit Dustin Bowser
- 2012: The Arm (Kurzfilm) – Drehbuch und Regie gemeinsam mit Sarah Ramos und Jessie Ennis
- 2017: Unicorn Store – Regie und Produktion

## Auszeichnungen
- 2012: Lobende Erwähnung beim Sundance Film Festival für den Kurzfilm The Arm (gemeinsam mit Sarah Ramos und Jessie Ennis)
- 2013: Darstellerpreis des Locarno Film Festival für Short Term 12
- 2016: Oscar für Raum (Beste Hauptdarstellerin)
- 2016: Golden Globe Award für Raum (Beste Hauptdarstellerin – Drama)
- 2016: Screen Actors Guild Award für Raum (Beste Hauptdarstellerin)
- 2024: Golden Globe Award: Nominierung als Beste Hauptdarstellerin – Mini-Serie oder TV-Film (Eine Frage der Chemie)